# Сомбор (община)

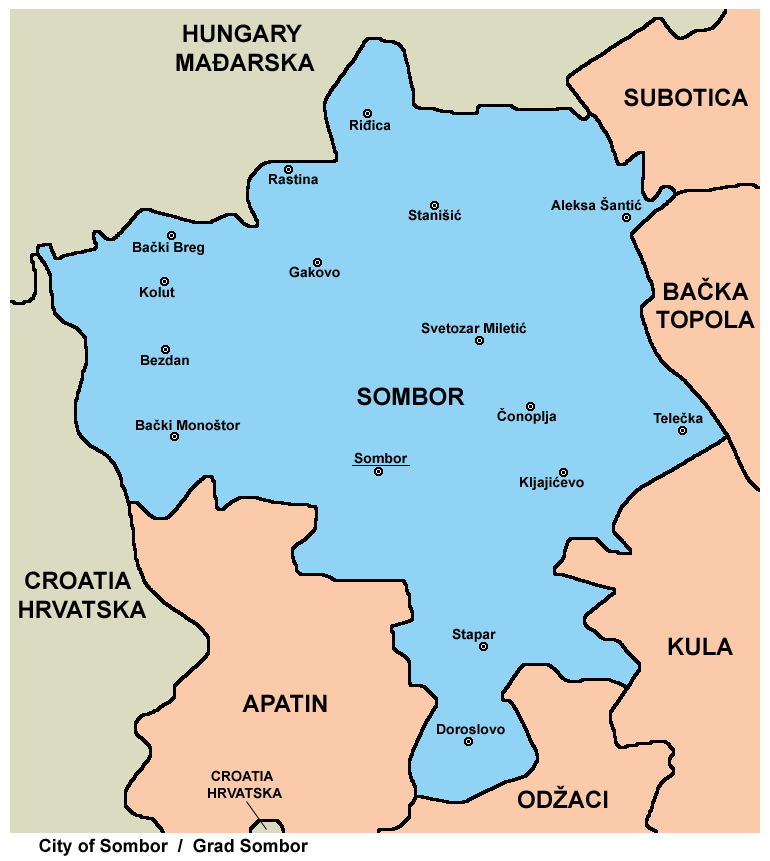

Общи́на Сомбор (серб. Општина Сомбор) — община в Сербії, в складі Західно-Бацького округу автономного краю Воєводина. Адміністративний центр — містечко Сомбор.

## Населення
Згідно з даними перепису 2002 року в общині проживало 30 870 особи, з них:
- серби — 61,48 %
- угорці — 12,73 %
- хорвати — 8,33 %
- югослави — 5,24 %

Решту жителів  — зо два десятка різних етносів, зокрема: чорногорці, цигани, бунєвці, німці і навіть зо дві сотні русинів-українців.
| Рік  | Населення, люд. |
| ---- | --------------- |
| 1991 | 97 276          |
| 2001 | 97 515          |
| 2002 | 97 017          |
| 2003 | 96 028          |
| 2004 | 94 981          |
| 2005 | 93 946          |
| 2006 | 92 887          |
| 2007 | 91 631          |

## Населені пункти
Община утворена з 16 населених пунктів (з них 1 місто — центр общини):
| №  | Населений пункт  | Площа, км² | Населення, осіб (2002, перепис) |
| -- | ---------------- | ---------- | ------------------------------- |
| 1  | Сомбор           | 49,3       | 47485                           |
| 2  | Алекса-Шатич     | 56,0       | 1778                            |
| 3  | Бацький Брег     | 30,6       | 1131                            |
| 4  | Бацький Моноштор | 38,3       | 3425                            |
| 5  | Бездан           | 54,2       | 4569                            |
| 6  | Гаково           | 60,5       | 1811                            |
| 7  | Дорослово        | 35,6       | 1485                            |
| 8  | Кляйчово         | 51,6       | 5054                            |
| 9  | Колут            | 37,7       | 1327                            |
| 10 | Растина          | 56,0       | 410                             |
| 11 | Риджиця          | 30,6       | 2017                            |
| 12 | Светозар Милетич | 38,3       | 2738                            |
| 13 | Станишич         | 54,2       | 3971                            |
| 14 | Стапар           | 60,5       | 3278                            |
| 15 | Телечка          | 35,6       | 1697                            |
| 16 | Чонопля          | 51,6       | 3393                            |